# Хромат калия
Хромат калия — неорганическое соединение, соль металла калия и хромовой кислоты с формулой K2CrO4, жёлтые кристаллы, растворимые в воде, окрашивает раствор, как и многие другие хроматы, в жёлтый цвет.

## Получение
- В природе встречается редкий минерал тарапакаит — хромат калия с примесями.
- Окисление оксида хрома(III) хлоратом калия:

{\displaystyle {\mathsf {Cr_{2}O_{3}+KClO_{3}+2K_{2}CO_{3}\ {\xrightarrow {500-700^{o}C}}\ 2K_{2}CrO_{4}+KCl+2CO_{2}}}}
- Растворение оксида хрома(VI) в едком кали:

{\displaystyle {\mathsf {CrO_{3}+2KOH\ {\xrightarrow {}}\ K_{2}CrO_{4}+H_{2}O}}}
- Разложение бихромата калия при нагревании:

{\displaystyle {\mathsf {4K_{2}Cr_{2}O_{7}\ {\xrightarrow {500-600^{o}C}}\ 4K_{2}CrO_{4}+2Cr_{2}O_{3}+3O_{2}}}}
- Действие концентрированного раствора едкого кали на дихромат калия:

{\displaystyle {\mathsf {K_{2}Cr_{2}O_{7}+2KOH\ {\xrightarrow {}}\ 2K_{2}CrO_{4}+H_{2}O}}}

## Физические свойства
Хромат калия образует жёлтые кристаллы ромбической сингонии, пространственная группа P nam, параметры ячейки a = 0,761 нм, b = 1,040 нм, c = 0,592 нм, Z = 4.
При 668°С переходит в гексагональную красную фазу.
Хорошо растворяется в воде с гидролизом по аниону.
Плохо растворим в этаноле.

## Химические свойства
- В разбавленных кислотах переходит в дихромат калия:

{\displaystyle {\mathsf {2K_{2}CrO_{4}+2HCl\ {\xrightarrow {}}\ K_{2}Cr_{2}O_{7}+2KCl+H_{2}O}}}
- С концентрированными кислотами реакция идёт иначе:

{\displaystyle {\mathsf {K_{2}CrO_{4}+2HCl\ {\xrightarrow {}}\ K[Cr(Cl)O_{3}]+KCl+H_{2}O}}}
- С концентрированными горячими кислотами проявляются окислительные свойства:

{\displaystyle {\mathsf {2K_{2}CrO_{4}+16HCl\ {\xrightarrow {90^{o}C}}\ 2CrCl_{3}+3Cl_{2}\uparrow +4KCl+8H_{2}O}}}
- Вступает в обменные реакции:

{\displaystyle {\mathsf {K_{2}CrO_{4}+2AgNO_{3}\ {\xrightarrow {}}\ Ag_{2}CrO_{4}\downarrow +2KNO_{3}}}}
{\displaystyle {\mathsf {K_{2}CrO_{4}+2HgNO_{3}\ \xrightarrow {} \ Hg_{2}CrO_{4}\downarrow +2KNO_{3}}}}

## Применение
- В качестве поглотителя УФ излучения лампы накачки в твердотельных лазерах для предотвращения деградации активной среды.
- Как протрава при крашении тканей.
- Окрашивание стекла в жёлтый цвет.
- Дубитель в кожевенной промышленности.
- Отбеливатель для масла и воска.
- Окислитель в органическом синтезе.
- Хромат калия используется как химический стандарт для калибровки калориметров по температуре и теплоёмкости.

## Токсичность
Хромат калия очень ядовит и канцерогенен, как и многие другие соединения шестивалентного хрома.